# Альгология

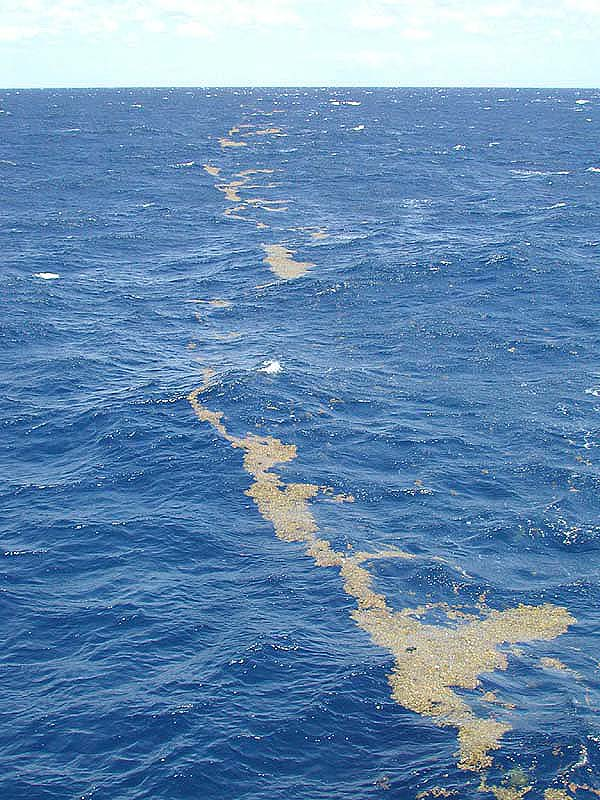
Саргассовые водоросли

Альголо́гия (от лат. alga — морская трава, водоросль и греч. λόγος — учение) — раздел биологии, изучающий водоросли.
Ранее все водоросли относили к растениям, а потому альгологию рассматривали как раздел ботаники. В современном же понимании водоросли — не таксон, а гетерогенная экологическая группа, к которой относятся представители царств протист, бактерий и растений.

## История
Первые упоминания о применении водорослей приведены в ранней китайской литературе. В то время как древние греки и римляне изучали водоросли, древние китайцы даже использовали определённые сорта в качестве пищи, научное исследование водорослей началось в конце XVIII века. Классификация растений потерпела много изменений, так как Теофраст (372—287 до н. э.) и Аристотель (384—322 гг. до н. э.), сгруппировали их как «кустарники» и «травы» (Смит, 1955 г. р. 1).

### История культивирования водорослей
Немецкий ученый Фердинанд Кох (1850) впервые ввел термин "культивирование" при работе с одноклеточной водорослью Haematococcus в Бреслау (современный Вроклав, Польша), опубликовав первую работу о "культуре" водорослей, однако из-за отсутствия питательной среды не смог ни выделить чистую культуру водоросли, ни поддерживать ее длительное время.
А.С. Фаминцын, русский физиолог растений из Санкт-Петербурга, в 1871 году первым попытался выращивать зеленые водоросли (в частности Chlorococcum infusionum и Protococcus viridis) с использованием растворов неорганических солей, модифицированных Кноппом в 1865 году для исследования сосудистых растений, став одним из основоположников физиологии растений в России.
Датский микробиолог Мартинус Бейеринк в 1890 году получил первые сведения о чистых культурах водорослей, усовершенствовав бактериологический метод Р. Коха и используя воду из пробы со средой с желатином, хотя Георг Клебс позднее поставил это достижение под сомнение. В 1890-1893 годах Бейеринк первым выделил в культуры свободноживущие виды Chlorella и Scenedesmus, а также симбиотические зеленые водоросли из Hydra и лишайников, впоследствии получил культуры других водорослей, включая цианобактерии, и доказал способность Anabaena и других цианобактерий расти в среде без азота.
Исследования П. Миквела в Париже для диатомовых водорослей имели такое же значение, как работы М. Бейеринка для зеленых водорослей. Миквел, будучи также пионером аэробиологии, первым получил чистые культуры пресноводных и морских диатомей, разработав инновационные методы: использование микропипеток для выделения отдельных клеток, применение органической мацерации как добавки к минеральной среде и метод разведения. Он создал знаменитые растворы A и B для обогащения морской воды, которые впоследствии широко применялись для культивирования водорослей. Параллельно в Италии методику получения чистых культур диатомовых водорослей описал Л. Мачиатти.
Немецкие исследователи Ф.Нолл и Ф.Олтманнс в 1892 году изучали поддержание жизнеспособности морских водорослей, а в последующие годы другие европейские учёные внесли значительный вклад в развитие альгологии: Ц.Нейджел (1893) исследовал влияние меди на пресноводные водоросли, В.Крюгер (1894) получил чистые культуры коккоидных зеленых водорослей, Х.Молиш (1895-96) и В.Бенеке (1898) изучали потребности водорослей в минеральных добавках, а Р.Булхак использовал органическую среду для выращивания цианобактерии Nostoc.
Г. Клебс провел важные исследования по культивированию водорослей в Университете Базеля (позднее работал в Галле ан дер Саале и Гейдельберге) с 1898 года, став первым, кто выделил водоросли на агаре и использовал чашки Петри для их культивирования, хотя не смог получить бактериологически чистые культуры; желатин, применявшийся в ранних микробиологических исследованиях, не подходил для этой цели, так как разжижался бактериями.
Н.Тишуткин в 1897 году в Белоруссии использовал агар и заявил о получении чистой культуры цианобактерий, хотя чистота его культур вызывала сомнения. В 1899 году Х.Вард в Кембридже предложил несколько методов выделения водорослей: использование разбухшего агара с уксусной кислотой, смешивание агара с питательным раствором, применение силикагеля с азотсодержащими соединениями и использование карбоната кальция. Вард также первым применил технику трафаретов, создавая узоры роста водорослей на твердых субстратах путем избирательного освещения через прозрачные области в форме букв.

## Известные российские альгологи
- Константин Семёнович Бурдин
- Вера Борисовна Возжинская
- Михаил Евгеньевич Виноградов
- Лука Илларионович Волков
- Александра Архиповна Калугина-Гутник
- Никита Валентович Кучерук
- Нина Васильевна Морозова-Водяницкая
- Ксения Петровна Гемп
- Максимилиан Максимилианович Голлербах
- Луиза Павловна Перестенко
- Дмитрий Анатольевич Сабинин
- Эмилия Адриановна Штина
- Татьяна Фёдоровна Щапова